# Howard Devoto
Howard Trafford (nacido el 15 de marzo de 1952, Scunthorpe, North Lincolnshire, Inglaterra), conocido en el mundo de la música como Howard Devoto, es un músico británico que destacó en la escena musical británica durante los días del punk, con Buzzcocks, y post-punk, con Magazine. Posteriormente, hizo una corta carrera solista, y de ahí formó una banda indie llamada Luxuria. Destacado más como vocalista de Magazine, Devoto reformó esta banda en 2008, después de años de retiro, con el que actualmente está haciendo giras.

## Biografía
Nació en Scunthorpe, North Lincolnshire, el 15 de marzo de 1952. Durante su niñez vivió en su natal Scunthorpe, Leeds y Nuneaton, y estudió en el Leeds Grammar School, donde conoce a Richard Boon, futuro mánager de Buzzcocks. En 1972, ingresó al Bolton Polythecnic School, para estudiar psicología, y luego humanidades, viviendo durante esos años en el lugar donde esta institución se ubicaba, Bolton.

### Buzzcocks
En la escuela de Bolton conoció a Pete McNeish, con quien compartiría sus gustos por el punk rock iniciado por Sex Pistols. Cuando éstos dieron un tour en Mánchester, conocieron a un joven llamado Steve Diggle, y juntos decidieron formar Buzzcocks junto a John Maher. Pero después de grabar y sacar a la venta el EP Spiral Scratch, además de registrar otras canciones que serían incluidas en el álbum Time's Up, Devoto decide irse de la banda, pues no se sentía a gusto con lo que estaba haciendo, estaba en su último año de estudios en la escuela de Bolton, y quería algo un poco más elaborado (sin llegar a los casos de los grupos de rock progresivo que también admiraba).

### Magazine
Durante ese tiempo, el diseñador gráfico Malcolm Garrett le hizo conocer a John McGeoch, alumno de arte y guitarrista con conocimientos más amplios de su instrumento. Devoto y McGeoch serían los miembros de una banda que iría más allá del punk rock. Convencido de que ya había guitarrista para su nueva banda, Devoto colocó un aviso en el que convocaba bajista, teclista y baterista, y respectivamente a estos puestos, Barry Adamson, Bob Dickinson y Martin Jackson respondieron y comenzaron a ser los miembros que completaron lo que se iba a llamar Magazine.
La banda llegó a ser aclamada y forma parte de la recordada escena musical new wave y post-punk de Mánchester, junto a Joy Division. Tras los álbumes Real Life, Secondhand Daylight, The Correct Use Of Soap y Magic, Murder And The Weather, de sacar canciones como "Shot By Both Sides", "The Light Pours Out Of Me" o "A Song from Under the Floorboards", fracasos comerciales y cambios importantes de alineación desde sus comienzos (destacados por el reemplazo de Dickinson por un tecladista más definitivo, Dave Formula, el ingreso del baterista John Doyle tras la partida de Jackson, y la partida de John McGeoch y sus posteriores búsquedas de reemplazo) Devoto se va del grupo en 1981, lo que lleva a la separación de la banda poco después, antes de acabar el año.

### Solista

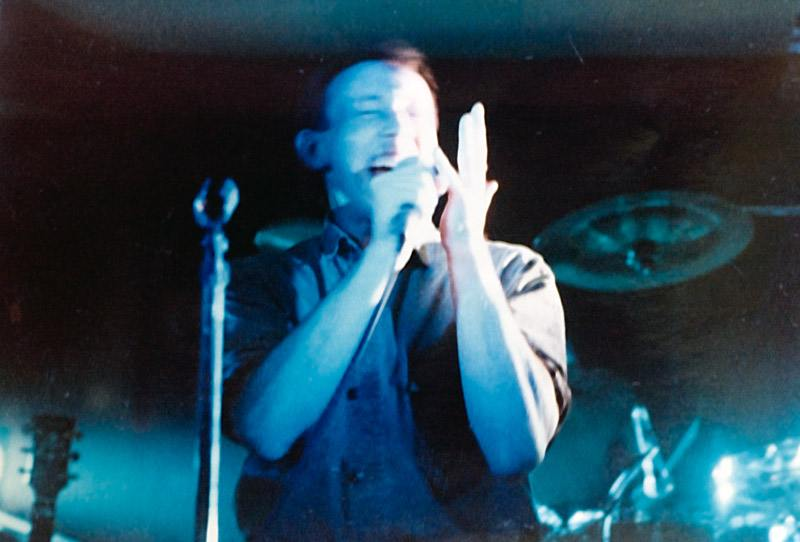
Howard Devoto en uno de sus conciertos como solista

Luego de la separación de Magazine, Devoto se hace solista, lanzando un álbum llamado Jerky Versions Of The Dream en 1983, además de un par de sencillos, y una gira. Esta etapa duró muy poco tiempo.

### Luxuria
En 1986, él y Noko forman una banda, que en 1987 se transforma en Luxuria, lanzando dos álbumes, separándose en la década de 1990.

### ShelleyDevoto: reunión con Pete Shelley
En 2002 se reúne con Pete Shelley y graban un disco llamado Buzzkunst bajo el nombre de ShelleyDevoto. Actualmente, Devoto trabaja como archivador de fotografía.

### La reunión de Magazine
En 2008, el grupo Magazine anunció su reunión cual hizo una corta gira por Gran Bretaña, en febrero de 2009, y se presentará una vez más en el Festival Internacional de Benicàssim (FIB), en España.
Para el momento de su reunión, la alineación estaba casi completa, compuesta por Devoto en voz, Barry Adamson en bajo, Dave Formula en teclados y John Doyle en batería, exceptuándose al guitarrista. John McGeoch, el estimado miembro que desempeñaba esa función, había fallecido en 2004, dejando un vacío para aquel puesto en la banda, sin embargo, poco después, Noko, excompañero de Devoto en Luxuria, fue elegido para ocupar el lugar.

## Curiosidades
- Durante la época del punk y post punk de Gran Bretaña, Linder Sterling, cantante de Ludus, era la enamorada de Devoto. Además, fue ella quien diseñó el artwork de la portada del "Real Life", álbum debut de Magazine.

- Glen Matlock, bajista original de Sex Pistols y quien había salido de ahí, tenía la intención de llamarlo para ser el cantante de The Rich Kids, la banda punk y power pop que había formado. Paul Weller, de The Jam también era el candidato para ocupar ese puesto. Al final, el llamado fue Midge Ure, quien después cantaría en Ultravox.

## Discografía
Con Buzzcocks
- Spiral Scratch EP (1977)
- Time's Up álbum compilatorio (2000)

Con Magazine
- Véase Discografía de Magazine.

Como solista
- Jerky Versions Of The Dream (álbum) (1983)
- "Rainy Season" (sencillo) (1983)
- "Cold Imagination" (sencillo) (1983)

Con Luxuria
- Beast Box (1990)

Con ShelleyDevoto
- Buzzkunst (2011)